# إطار التخطيط للاتصالات التسويقية
يشير إطار التخطيط للاتصالات التسويقية إلى النموذج المستخدم لوضع خطة اتصالات متكاملة للتسويق. وقد وضع كريس فيل هذا النموذج، وهو كبير باحثي معهد التسويق المعتمد، ويهدف إطار التخطيط للاتصالات التسويقية إلى سد القصور الذي قد يصيب إطارات العمل الأخرى.